# Rob Kerin
Robert Gerard Kerin (né le 4 janvier 1954) est un homme politique libéral qui a été le 43e premier ministre d'Australie-Méridionale du 22 octobre 2001 au 5 mars 2002. Il a été également vice-premier ministre du gouvernement de  John Olsen, du 7 juillet 1998 jusqu'à ce qu'il devienne premier ministre après la démission de ce dernier.

## Biographie
Né de Maurice et Molly Kerin à Crystal Brook, il est élu au Parlement de l'État en 1993 comme député de la circonscription électorale de Frome. Entre 1995 et 2001, il est chargé de différents ministères dans les gouvernements de Dean Brown et de John Olsen : Industries primaires, Ressources naturelles et développement régional, Mminerais et énergie, Développementde l'État, Tourisme et Affaires multiculturelles.
Kerin devient chef du Parti libéral et premier ministre après la démission forcée de M. Olsen, moins de six mois avant l'élection de 2002. L'élection entraîne la formation d'un parlement sans majorité. Bien qu'il ne manque qu'un siège au parti travailliste pour avoir la majorité, les libéraux l'emportent à la majorité simple des voix des deux partis. Kerin semble en passe de revenir en tant que premier ministre en raison de l'appui d'un certain nombre de députés indépendants conservateurs. Cependant dans un geste surprise, l'ancien candidat libéral Peter Lewis, qui a réussi à se présenter aux élections comme candidat indépendant après avoir quitté le Parti libéral, annonce qu'il appuiera le parti travailliste faisant de Mike Rann le premier ministre élu. Kerin, cependant, refuse de démissionner de son poste de premier ministre, en laissant l'État dans le chaos politique jusqu'à sa défaite du 5 mars.
Kerin reste chef du Parti libéral et donc chef de l'opposition. Son approche de chef de parti et de tacticien parlementaire est plus conviviale que traditionnellement, ce qui conduit à la fois à l'éloge de ceux qui voyaient en lui un « bon gars » et à la critique de ceux qui croient que son style est inefficace contre le gouvernement Rann.
À l'élection de 2006, les libéraux sont battus à plate couture. À la suite de cette défaite, Kerin démissionne de son poste de chef du Parti libéral, mais il reste au parlement. Il est remplacé comme chef du Parti libéral par Iain Evans.
En 2007, Kerin annonce qu'il ne briguera pas sa réélection à l'élection de 2010 puis le 11 novembre 2008, qu'il démissionne du parlement immédiatement. Aux élections de janvier 2009, l'indépendant Geoff Brock remporte le siège à une faible majorité.